# Nissan NPT-90

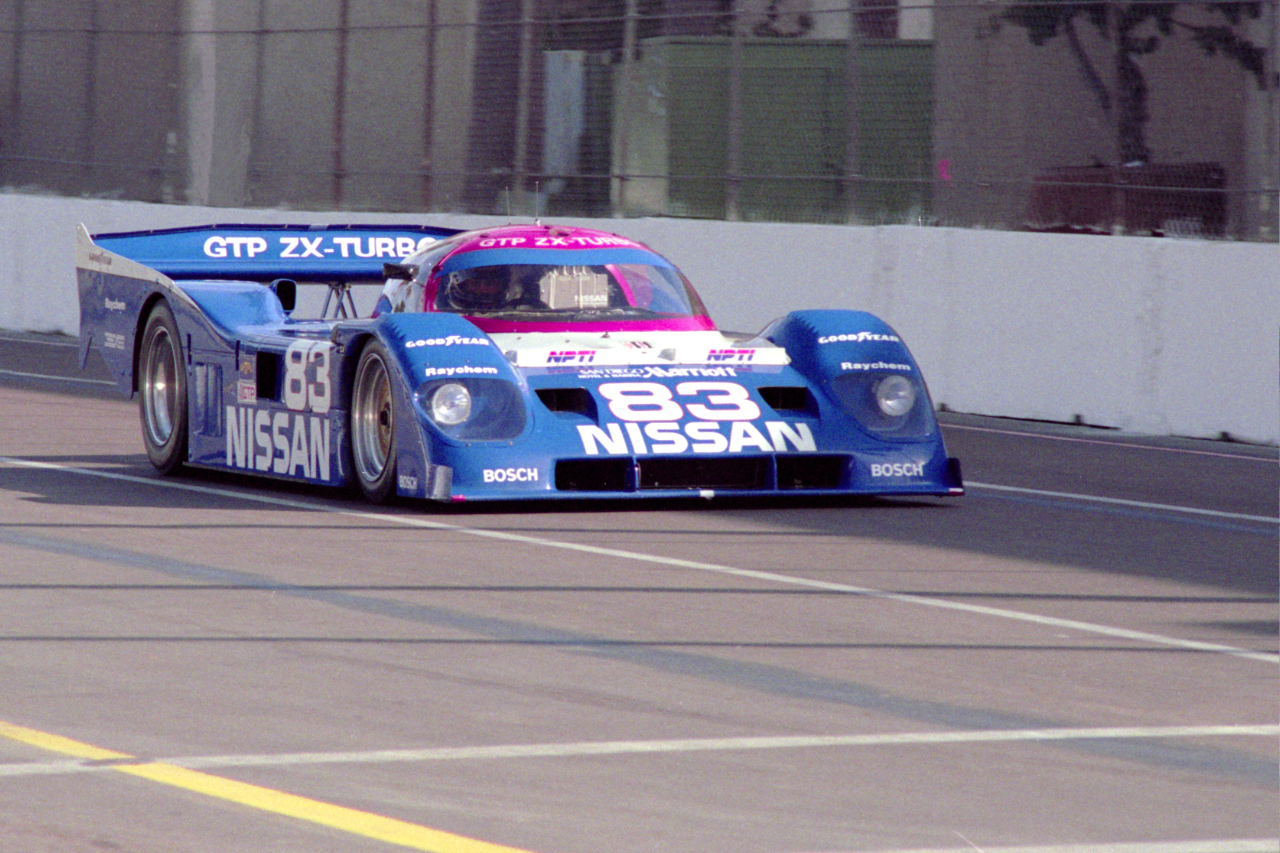
Geoff Brabhams Nissan NPT-90 beim Grand Prix of Greater San Diego 1990

Der Nissan NPT-90 war ein Rennwagen, der 1990 von Nissan Performance Technology Inc. (NPTI) – früher als Electramotive Engineering bekannt – für Nissan entwickelt wurde. Er ersetzte den besonders erfolgreichen GTP ZX-Turbo, der die IMSA GT Championship 1989 gewonnen hatte. Der NPT-90 gewann diesen Wettbewerb 1990 und 1991, bevor er Ende 1992 von Nissan zurückgezogen wurde.
Der Wagen hieß zwar offiziell NPT-90, fuhr aber weiterhin mit der Aufschrift „GTP ZX-Turbo“ des Vorjahresfahrzeuges. Nissan wollte diesen Namen weiter nutzen, um ihr Serienfahrzeug 300ZX zu vermarkten.

## Entwicklung
Nach fünf Jahren Weiterentwicklung und Verbesserung des GTP ZX-Turbo erkannte Nissan, dass die zunehmende Konkurrenz von Toyota und Jaguar den Einsatz eines neuen Autos notwendig machte, wenn man die Meisterschaft verteidigen wollte. NPTI, die US-amerikanische Motorsport-Abteilung von Nissan, sollte daher ein vollkommen neues Auto konstruieren und dabei auf das Fahrwerk auf Basis des Lola, wie es im GTP ZX-Turbo eingesetzt wurde, verzichten. Der neue Wagen sollte anstatt des kantigen Aussehens des Vorgängers ein runderes und schmäleres Cockpit zeigen. Die großen Lufteinlassöffnungen an der Fahrzeugfront sollten durch kleinere Exemplare ersetzt werden, wogegen die großen vertikalen Schnorchel des Turboladers an den Fahrzeugseiten platziert werden sollten.
Nissan verwendete weiterhin die VG30-Maschine, ein 3,0 l-V6-Turbo, die schon vorher den GTP ZX-Turbo angetrieben hatte. Dem Motor wurde mehr Leistung verschafft, unter anderem durch den Einsatz eines Vierventil-Zylinderkopfes anstatt des vorher verwendeten Zweiventilkopfes. Letztendlich entschloss sich Nissan 1992 beim Modell NPT-91 den Hubraum des VG-Motors auf 2,5 l zu reduzieren, um ihn mit zwei Turboladern ausrüsten zu können und somit gegenüber den Toyota-Rennwagen konkurrenzfähiger zu sein.
Der NPT-90 wurde im Laufe der Zeit weiterentwickelt und in der Mitte der Saison 1991 hieß das Ergebnis NPT-91. Ab 1992 gab es weitere Versionen, die dann als NPT-91A bis NPT-91D bezeichnet wurden.

## Renngeschichte

### 1990
Weil das Fahrgestell des NPT-90 zu Beginn der Saison 1990 noch nicht fertig war, setzte NPTI weiterhin die älteren GTP ZX-Turbo ein. Erst Mitte der Saison war das erste neue Chassis fertig und wurde erstmals in Topeka eingesetzt, wo der Wagen den achten Platz belegte und ein GTP ZX-Turbo Zweiter wurde. Beim Rennen in Lime Rock Park schied der einzige NPT-90 mit Motorproblemen aus, aber bald danach gewann er das Rennen auf dem Mid-Ohio Sports Car Course. Als man den zweiten Sieg dieses Wagens in Watkins Glen feiern konnte und zudem das zweite Fahrzeug fertiggestellt war, wurden die GTP ZX-Turbo komplett durch die NPT-90 ersetzt.
In der verbleibenden Saison konnte sich der NPT-90 nur noch einen weiteren Sieg sichern und zwar im Road-America-Rennen, aber die guten Plätze beider Wagen sowie die Erfolge des GTP ZX-Turbo ermöglichten es Nissan im zweiten Jahr in Folge die Konstrukteursmeisterschaft zu gewinnen. Geoff Brabham sicherte die dritte Fahrermeisterschaft in Folge.

### 1991
Zu Beginn der Rennsaison 1991 verzichtete Nissan, wie schon früher, auf das Langstreckenrennen 24 Stunden von Daytona, weil der NPT-90 eher ein Fahrzeug für schnelle Sprints war. Anders als in den Vorjahren brachte Nissan aber einige R90CK von Europa in die USA, um mit ihnen Punkte für die Meisterschaft zu sammeln. Die NPT-90 aber wurden im 12-Stunden-Rennen von Sebring eingesetzt, in welchem sie für Nissan die ersten beiden Plätze errangen. Bei kürzeren Rennen überflügelten die Jaguar die Nissan und fuhren drei Siege in Folge ein, bevor der überarbeitete NPT-91 in Topeka und Lime Rock wieder zum Zuge kam. Danach siegte wieder Jaguar, aber auch Toyota und der Privatrennstall Intrepid konnten Siege einfahren.
Obwohl zum Teil sogar drei NPT-91 in einem Rennen zum Einsatz kamen, konnten sie keinen weiteren Sieg in dieser Saison mehr erringen. Wie im Vorjahr gelang es Nissan jedoch durch gute Platzierungen noch die dritte Konstrukteursmeisterschaft in Folge einzufahren. Geoff Brabham erreichte die vierte Fahrermeisterschaft hintereinander, wobei er den Stallkollegen Chip Robinson nur fünf Punkte hinter sich ließ.

### 1992

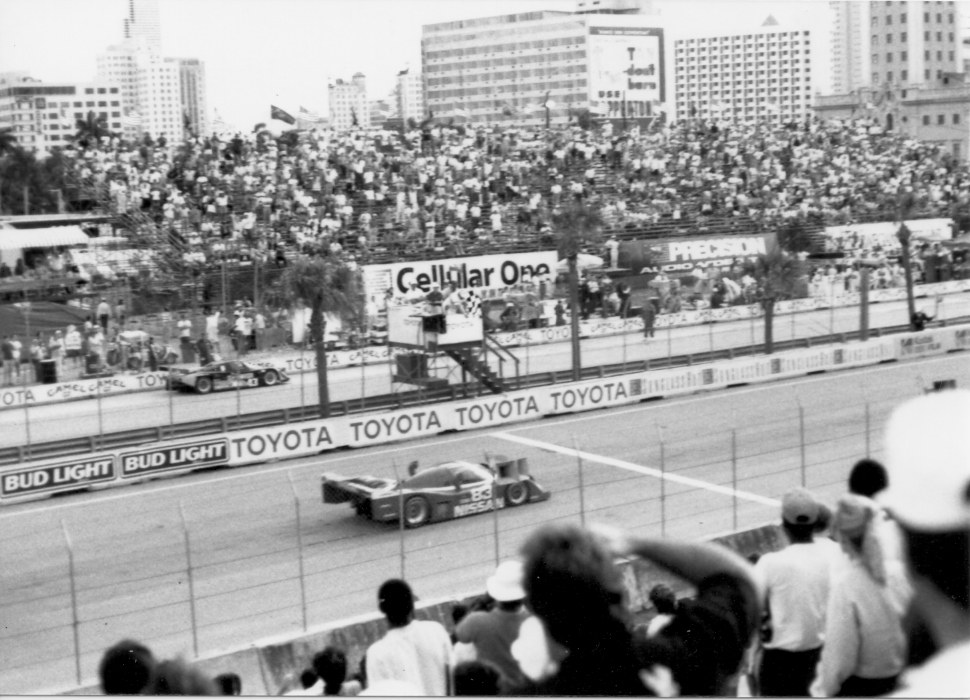
Ein Sieg bei den Streets of Miami für Geoff Brabham in einem NPT-91

Wieder ließ man die 24 Stunden von Daytona aus, aber das Team wurde durch den Sieg des japanischen Nissan R91CK unterstützt. Der Triumphzug wurde durch das siegreiche Debüt der NPT-91 in Miami fortgesetzt. Jedoch gelang es nicht, den dritten Sieg in Folge in Sebring für Nissan zu sichern, da der NPT-91 von einem Toyota um ganze fünf Runden geschlagen wurde. Die Saison setzte sich in diesem Stil fort, da die NPT-91 schwere Unfälle und viele mechanische Probleme hatten, die sie an der Beendigung der Rennen hinderten.
Auch als der C-Spec NPT-91 mit zwei Turboladern Mitte der Saison zum Team stieß, hatte NPTI weiterhin zu kämpfen. Dazu kamen finanzielle Probleme, sodass schließlich nur noch ein NPT-91 gemeldet werden konnte. Dieser Wagen konnte keinerlei Siege mehr erringen, weswegen Nissan in diesem Jahr mit großem Abstand den zweiten Platz in der Konstrukteursmeisterschaft hinter Toyota belegte. Geoff Brabham wurde gerade noch Dritter in der Fahrermeisterschaft.

### 1993

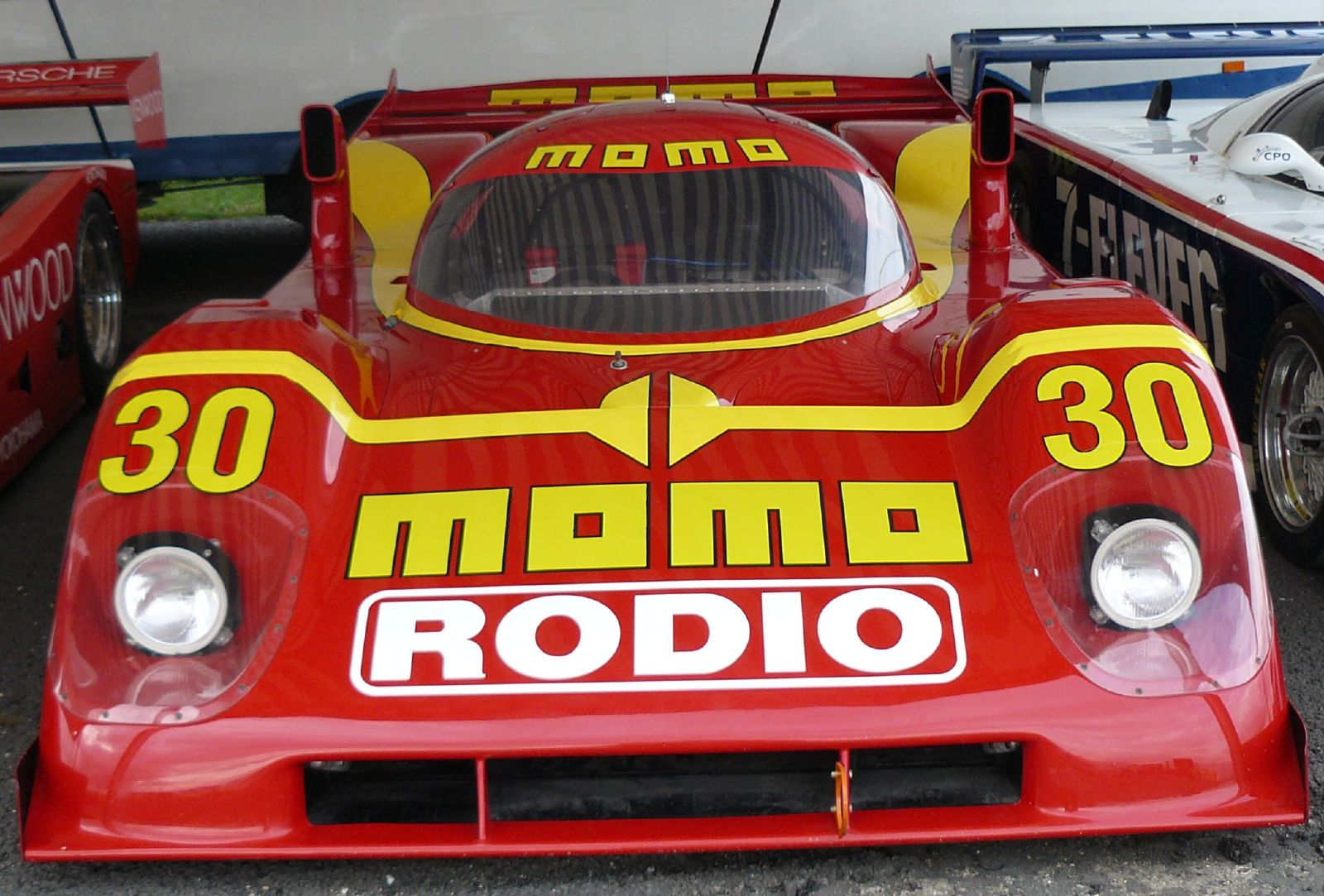
Der NPT-90 des Privatrennstalls Momo Racing

Nach der Saison 1992 machte Nissan Pläne für einen Nachfolger der NPT-90-Serie. Man begann, den schon ad acta gelegten P35 an die IMSA-GTP-Regeln anzupassen. Dann kündigte die IMSA jedoch an, die GTP-Serie 1994 abschaffen zu wollen, was Nissan dazu bewog, das nun 93GTP oder NPT-93 genannte Projekt einzustellen. Stattdessen konzentrierte man sich mit den Modellen 240SX und 300ZX auf die seriennahen IMSA-Klassen.
Giampiero Moretti vom Momo-Team ließ sich vom Rückzug des Werkes aber nicht entmutigen, beschaffte sich einen originalen NPT-90 und nutzte ihn über die gesamte Saison 1993. Der Wagen errang einige gute Platzierungen, beispielsweise einen zweiten Platz beim 12-Stunden-Rennen von Sebring und einen dritten Platz in Mid-Ohio. Momos Einsatz sicherte Nissan immerhin einen dritten Platz in der Konstrukteursmeisterschaft und Gianpiero Moretti wurde Dritter in der Fahrermeisterschaft. Mit der Abschaffung der GTP-Klasse wurde der NPT-90 endgültig aus dem aktiven Rennsport zurückgezogen.